# Mass Effect 3
Mass Effect 3 je akční hra na hrdiny vyvíjená společností BioWare a distribuována firmou Electronic Arts pro platformy Microsoft Windows, Xbox 360 a PlayStation 3. Hra vyšla 9. března 2012.
Hra přímo navazuje na Mass Effect a Mass Effect 2 a uzavírá hlavní příběhovou linku.

## Hratelnost
Gameplay se příliš neliší od předchozích dílů, ale je dále zdokonalen. Shepard nově může přeskakovat a přelézat různé překážky a šplhat po žebřících, což dělá hru dynamičtější.
Novinkou je nastavení způsobu hry:
- Action (akční): hráč do dialogů nezasahuje a neprovádí volby, zaměřeno na akční souboje
- Role Playing (RPG): tradiční hra, volby provádí hráč
- Story (příběhový): volby provádí hráč, bojové pasáže jsou zjednodšené, zaměřeno na příběh

Vedle toho jde pochopitelně nastavit i obtížnost.
Do hry lze importovat uložený postup z předešlého dílu nebo hrát s nově vytvořenou postavou (tvorba postavy odpovídá předchozím dílům: výběr pohlaví, povolání, vzhledu). K nové postavě si hráč může projít komiksové shrnutí předchozích her Genesis 2, ve kterém může ovlivnit některá rozhodnutí.

### Multiplayer
Na rozdíl od předchozích dílů Mass Effect 3 obsahuje i multiplayer, kde je možné bojovat po boku až čtyř přátel. Vybrat si můžete z 10 ras (Lidé, Turiané, Salariané, Asari, Krogané, Kvariané, Drellové, Gethové, Batariané a Vorchové) a různých bojových tříd (voják, adept, inženýr a jejich kombinace).

## Důležité NPC postavy

### Shepardův tým
- James Vega - voják, je se Shepardem od začátku hry
- Ashley Williamsová/Kaidan Alenko - záleží na savech, ME 1 mohl přežít jen jeden. Se Shepardem je od začátku po misi na Marsu je zraněn/a, později se stane spektrou a může se vrátit zpět do Shepardova týmu, ale i zemřít.
- Liara T´Soni - byla v Shepardově týmu v ME 1, cameo v ME 2. Asarijská archeoložka a biotička, odbornice na Protheany, přidá se k Shepardovi na Marsu.
- EDI - AI SSV Normandie SR-2, po misi na Marsu ovládne Cerbem poslanou robotku Evu, a tak EDI Shepardovi pomůže i přímo v boji.
- Garrus Vakarian - byl v Shepardově týmu v ME 1 i v ME 2. Turian, k Shepardovi se opět přidá na Palavenu.
- Tali´Zorah vas Neema (nebo Tali´Zorah vas Normadie) - byla v Shepardově týmu v ME 1 i v ME 2. Kvarianská technička. Dcera admirála Migrační flotily Rael´Zoraha. k Shepardovi se opět přidá na Vzdáleném okraji.
- Javik - prothean, postavu do hry přidává DLC From Ashes (Z popela)

### Ostatní NPC
- Jeff "Joker" Moreau - pilot Normadie, v celé trilogii, trpí syndromem křehkých kostí
- Samanta Traynorová - asistentka na SSV Normandy SR-2
- Donnel Udina - objevil se ve všech dílech, v ME 3 je jediným zástupcem lidstva v Radě Citadely
- David Anderson - objevil se ve všech dílech, slouží v Alianci
- Admirál Steven Hackett - vrchní velitel Aliance
- Diana Allers - novinářka, přidá se v Citadele (jestli hráč chce)

## Příběh
Hra začíná těsně po DLC Arrival (Příchod), kde je komandér Shepard (nebo komandérka Shepardová) souzen za zničení batarianské kolonie. Starobylá mimozemská rasa Smrťáků (Reaperů) provádí mohutnou invazi do celé galaxie a nechává za sebou jen zkázu a neštěstí. Útočníkům se podaří dobýt i planetu Zemi a život v galaxii je na pokraji vyhlazení. Jedinou šancí na záchranu zůstávají hráči, kteří se v roli komandéra Sheparda postaví do čela protiútoku k znovuzískání Modré planety. V případě selhání je osud celé civilizace zpečetěn.
Hra začíná na Zemi, komandér Shepard (nebo komandérka Shepardová) byl souzen za zničení batarianské kolonie (což přímo navazuje na DLC Příchod). Aliance začíná ztrácet kontakt se svými základnami a koloniemi. Shepard se setká s Davidem Andersonem a Asheley Williamsovou/Kaidanem Alenkem (záleží na savech), poté varuje, před Reaperskou (Smrťáckou) hrozbou.
Aliance svolává výbor pro obranu a snaží se poradit, jak se vypořádat s touto hrozbou. Setkání je ale přerušeno Reaperským (Smrťáckým) útokem na Zemi. Shepard je pověřen admirálem Andersonem, aby shromáždil armádu, jež by dokázala vzdorovat Reaperům (Smrťákům). Anderson se rozhodne zůstat na Zemi a koordinovat akci s lidskými silami odporu.
Shepard se opět stává komandérem lodě SSV Normandy SR-2, kterou pilotuje opět Jeff „Joker“ Moreau. V Shepardově týmu je prozatím James Vega a Ashley/Kaidan.
Admirál Hackett kontaktuje Sheparda a pověří ho průzkumem výzkumného zařízení na Marsu, kde vědci studovali Protheanské artefakty a objevili způsob, jak porazit Smrťáky.
Cerberus (organizace s níž byl nucen Shepard spolupracovat v ME 2) se Smrťáky plánuje „skoncovat“ po svém, působí tak zcela proti Shepardovi, jde o nepřátelskou organizaci.
Na Marsu se Shepard setká s asarijkou Liarou T'Soni (byla v Shepardově týmu v ME 1, cameo v ME 2), jež se přidá k Shepardovi. Objevila plány na Protheanskou zbraň, která má moc zničit Smrťáky. Plány zbraně se pokusí ukrást robotka Eva, kterou poslal Cerberus, při misi je těžce zraněn/a Ashley/Kaidan. Plány protheanské zbraně Shepard předá Hackettovi, který tak začne organizovat stavbu obrovské zbraně Nístěje (The Crucible).
Po misi na Marsu Shepard míří do Citadely, Ashley/Kaidan je hospitalizován/a v Citadelské nemocnici. Dále Shepard vyjednává u Rady, která se však zdráhá poskytnout plnou podporu, ale obnoví Shepardovi status Spektry.
Shepard pak musí po celé galaxii získat spojence do probíhající války a zdroje pro výstavbu Nístěje.
Na Palavenu se setká s Garrem (spolubojovník z obou předchozích dílů) po následném splnění mise se Garrus přidá k Shepardovi a Turiani přislíbí svou podporu ve válce.
Ahley/Kaidan se mezitím uzdravil/a a stal/a se Spektrou jediného lidského člena v Radě – Donnela Udiny. UI SSV Normandy SR-2 EDI ovládne robotku Evu, a tak Shepard bude moct vzít do akce i EDI.
Dále je nutné získat do armády Krogany na Tuchance. Krogani jsou nepřátelé turianů a salarianů. Na Tuchance se Shepard setká s Wrexem (spolubojovník v ME 1, cameo v ME 2), nebo jeho bratrem Wreavem (záleží na savech, Wrex mohl v ME 1 zemřít). Wrex/Wreav, jako vůdce kroganů, podmiňuje kroganskou pomoc vyléčením genofágu. Salariané mají v držení kroganskou ženu, později pojmenovanou jako Evu, Mordin Solus (Shepardův spolubojovník v ME 2; pokud zemřel, tak jeho náhradníkem je Padok Wiks) je ochoten genofág vyléčit. Vyléčení genofágu se ale nezamlouvá salarianům, radní Dalatrass tedy navrhne Shepardovi sabotovat léčbu. Shepard tedy může vyléčit genofág a získat podporu kroganů a malou podporu salarianů, nebo nevyléčit genofág – což by krogani neměli odhalit – a získat tak krogany i salariany. Mordin však může v obou případech zemřít. Zemřít může i kroganka Eva. Pokud byla léčba genofágu sabotována, tak Wrex sabotáž později odhalí, Wreav sabotáž neodhalí.
Cerberus zaútočí na Citadelu, ukáže se, že Udina je zrádce spolupracující s Ceberem. Udinu chrání Ashley/Kaidan, při Shepardově konfrontaci může být Ashley/Kaidan zastřelen Shepardem, záleží na volbách v rozhovoru, je také možné Ashley/Kaidana přemluvit. Udina je ale zabit tak jako tak. Shepard se také poprvé setká s Cerberským zabijákem Kai Lengem. Pokud Ashley/Kaidan žije, tak se přidá do Shepardova týmu.
Další posila armády jsou kvariané, Shepard se setká s Tali (členka Shepardova týmu v ME 1 a v ME 2; pokud zemřela, tak její náhradnicí je Raan). Kvariané chtějí zničit gethy (VI – virtuální inteligence – kterou vytvořili sami kvariané, ale gethové se později staly nepřáteli galaxie). Po zničení gethské lodě se Shepard setká s gethem Legionem (společník z ME 2; případně, že Legion zemřel, tak se Shepard setká s "hologramem" Legiona, nebo pokud se Legion nestal Shepardovým společníkem, tak půjde jen o nepojmenovaného getha – záleží na savech). Shepard se bude muset opět rozhodnout, zda přibere do armády kvariany – gethové budou vyhubeni, nebo gethy – kvariané budou vyhubeni (Tali zemře také). Za jistých okolností je možné mezi gethy a kvariany sjednat i mír a získat do války podporu obou ras getů i kvarianů.
Nakonec je nutné najít na Thessii (domovská planeta asarijek) artefakt ke stavbě katalyzátoru (Catalyst), „spouštěč“ Nístěje, po nalezení artefaktu je vyvolán hologram Protheana, jenž přislíbil pomoc s katalyzátorem, objeví se ale i Záhadný [Illusive Man] (vůdce Cerbera, známý už z ME 2) a přizná se, že nechce Reapery zničit, ale ovládnout. Kai Leng artefakt uzme a Reapeři posléze zničí celou Thessii, ale mnoho asarijek přežije, jsou totiž i na jiných planetách.
Samanta Traynová zjistila, že se Cerberus ukrývá v na Horizonu. Na Horizonu se Shepard setká s Mirandou (spolubojovnice z ME 2; pokud zemřela, setká se jen s Mirandinou sestrou Orianou), která zde zachránila svou sestru Orianu a zabila svého otce (ale může to dopadnout i jinak - smrtí Mirandy nebo Oriany - záleží to na Shepardových volbách), který se na nelidských pokusech Cerberu značně podílel.
Následuje Shepardův útok na základnu Cerberu, na stanici Krónos. Zahadný Shepardovi prozradí, že Katalyzátor je vlastně Citadela a Reapeři už Citadelu přemístili k Zemi. Na Sheparda zaútočí Kai Leng, ale je poražen.
Finální bitva se odehrává v Londýně, město je pod útokem Reaperů. Po bojích Shepard v Normadii odletí k Nístěji, paprsek Sheparda přesune, i s Andersonem, do Citadely. Těžce zraněný Shepard procitne, setká se Záhadným, ukáže se, že je indoktrinován (ovládán) Reapery, Záhadný i Anderson zemřou. Shepard je vynesen ke Katalyzátoru.
Shepard je osloven UI, označuje sebe sama jako Katalyzátor, jež Reapery ovládá. Zasvěcuje Sheparda do „cyklů“, údajně tak Reapeři (syntetici) ničí vyspělé společnosti organiků, aby ochránily organiky před sebezničením, organici se mají sami zničit tím, že vyvinou syntetiky. Tvůrci syntetiků (organici) jsou tak prý vždycky odsouzeni k tomu, aby byli zničeni tím, co sami stvořili (syntetiky).
Nicméně Katalyzátor Shepardovi sdělí, že je prvním organikem, kterému se podařilo dostat se až do katalyzátoru, a tak mu nabídne tři možnosti, jak Reaperskou hrozbu zažehnat. Je možné Reapery zničit, ale s nimi bude zničeno všechno syntetické, tedy i síť hmotných vysílačů - umožňují cestování po galaxii - (jedině při zvolení této možnosti a EMS nad 4000 Shepard přežije), podle Katalyzátora mír ale dlouho nevydrží. Nebo je možné Reapery ovládnout, což reapery odvolá, a měli by organikům i pomáhat, soustava hmotných vysílačů bude opět zničena a Shepard zemře, respektive se z Sheparda stane Smrťák (Reaper). Nebo skokem do paprsku může Shepard navodit „přetvoření“, neboli symbiózu syntetiků a organiků, přičemž se všichni organici stanou zčásti syntetiky a syntetici porozumí organikům, výsledkem by mělo být mírové soužití organiků a syntetiků, síť hmotných vysílačů bude opět zničena a Shepard zemře. Shepardovo přežití závisí na počtu spojenců a válečných zdrojů získaných v průběhu hry, když má EMS 4000+ a zvolí zničit Reapery, tak přežije, multiplayer není nutné hrát, aby Shepard přežil.
V krátké závěrečné animaci se objeví výbuch, jehož barva se liší dle toho, jakou ze tří možností Shepard zvolil, animace se ale mírně liší i v jiných bodech v závislosti na Shepardově volbě. Loď SSV Normandy nepříliš hladce přistane na zalesněné planetě a vystoupí z ní pár NPC (Joker a většinou postava, se kterou měl Shepard romanci, nebo nějaká jiná. EDI vystoupí pokud s ní měl romanci Joker a Sheppard zvolil syntézu). Země a galaxie je částečně "zachráněna".
V krátkém potitulkovém epilogu se nachází muž a dítě, koukají na nebe. Muž řekne dítěti, že tam jsou miliardy hvězd a planet, a že mnoho z nich je obydleno různými cizími rasami a kulturami. Dítě pak žádá muže, aby mu řekl, další příběh o Shepardovi (Shepardové). Zajímavostí je, že muže namluvil bývalý astronaut Buzz Aldrin, který jako druhý vstoupil na povrch Měsíce.

### Extended Cut
DLC Extended Cut ("Rozšířený sestřih") nepřináší žádné alternativy kontroverzních konců, ale pouze upravené a podrobněji vysvětlené původní zakončení. Novinkou ale je čtvrtý konec, "Refusal Ending" (zamítnutí konce), místo definitivního rozhodnutí Shepard může konfrontovat, tedy vystřelit na Katalyzátora (Catalyst), čímž cyklus nebude přerušen a Shepard zemře. V animaci se objeví záznam Liary, v němž Liara prozradí, že Reapeři nebyli poraženi, Nístěj nefungovala a Shepardova armáda neuspěla. Podle Liary jsou jedinou mizivou nadějí, pokud už není pozdě, informace z kapsle, ve které je nahrán i Liařin záznam. Informace z kapsle by mohly pomoci poslednímu odboji proti reaperům. Shepardovi společníci jsou pravděpodobně mrtví.
Extended Cut mírně mění i epilog, který je nově pro každý konec trochu odlišný.

## Dabing
Hra je, jako i předešlé díly, kompletně nadabována. Mezi dabéry se objevuje například: John Shepard (Mark Meer), Jane Sheppard (Jennifer Hale), Miranda Lawson (Yvonne Strahovski), Garrus Vakarian (Brandon Keener), Jeff "Joker" Moreau (Seth Green), Liara T´Soni (Ali Hillis), Diana Allers (Jessica Chobot), Aria T'Loaková (Carrie-Ann Moss), Záhadný [Illusive Man] (Martin Sheen), Admirál Steven Hackett (Lance Henriksen).

## Stahovatelný obsah (DLC)
- From Ashes (Z popela) DLC bude k dispozici po vydání hry (9. března 2012), pro majitele sběratelské edice bude zdarma, jinak bude jeho cena 800 BioWare bodů. Přídavek přidá do hry novou postavu Protheana Javika.
- Resurgence Pack multiplayerové DLC, přidá dvě nové lokace, nové postavy a zbraně. DLC vyšlo 10. dubna. Do 12. dubna 2012, bude k dispozici zdarma.
- Rebellion Pack multiplayerové DLC, přidá dvě nové lokace, šest nových postav, nové vybavení, nový úkol v misi a nové zbraně. DLC vyjde 29. května 2012, bude k dispozici zdarma.
- Extended Cut DLC navázalo na rozporuplně přijatý závěr, přidalo dodatečné scény a epilog. DLC vyšlo zdarma 26. června 2012.
- Leviathan příběhové DLC, příběh se zabývá tajemstvím bájného Leviathanu, hráč se dozví i o historii Reaperů (Smrťáků). V DLC obsahuje i dvě nové zbraně, AT-12 Raider a útočnou pušku M-55 Argus a k tomu taky několik upgradů. Cena DLC je 800 MS/ Bioware bodů (zhruba 200 Kč). Vyšlo 28. srpna 2012.
- Omega příběhové DLC, příběh se zabývá osvobozením stanice Omega od sil Cerberu a jejím navrácení do rukou Arii T'Loakové. Přídavek vyšel 27. listopadu 2012 pro PC, Xbox 360 i PlayStation 3. Cena DLC je 1200 Microsoft/BioWare bodů (zhruba 300 Kč)[6].
- Reckoning multiplayerové DLC přidá nové postavy a zbraně. DLC vyšlo 26. února 2013, je k dispozici zdarma [7].
- Citadel (Citadela) poslední příběhové DLC, Shepard se v něm bude snažit očistit své jméno, stal se totiž obětí spiknutí. Vyšlo 5. března 2013, cena 15 dolarů[8].

## Pokračování
Trilogie komandéra Sheparda (nebo komandérky Shepardové) je sice zakončena, ale Ray Muzyka, jeden ze zakladatelů studia BioWare, se nechal slyšet, že v současné době už usilovně pracují na dalších hrách z univerza Mass Effectu.

## Kontroverzní závěr
Konec Mass Effect 3 vyvolal mezi fanoušky obrovskou vlnu nevole kvůli absenci výrazně rozdílných konců hry. Na internetu bylo vytvořeno mnoho skupin a petic směrovaných na EA/BioWare, aby byly současné konce celé přepracovány a zahrnuly slibovaných 16 rozdílných konců. Obzvláště aktivní je v této oblasti skupina RetakeME3 
Někteří fanoušci spekulují i tom, že Bioware, už před vydáním Mass Effectu 3, plánovalo pozdější vydání DLC s alternativními konci, BioWare tyto spekulace popírá. Problematiku zakončení třetího Mass Effectu popisuje třeba článek Konec Mass Effectu 3 = další omyl Bioware na Hrej.cz.
BioWare 5. dubna 2012 oznámilo, že zdarma vydá DLC Extended Cut, které naváže na rozporuplně přijatý závěr, přidá dodatečné scény a epilog. DLC nenabídne žádný alternativní konec, čímž BioWare vyvrátilo různé spekulace, ale mělo by lépe objasnit kontroverzní zakončení Mass Effectu 3. DLC by měl vyjít v létě. BioWare také odmítlo, že by někdy v budoucnu vyšlo DLC s nějakými alternativními konci, a stojí si za závěrem, který je v původní hře .